# Princeton University Art Museum

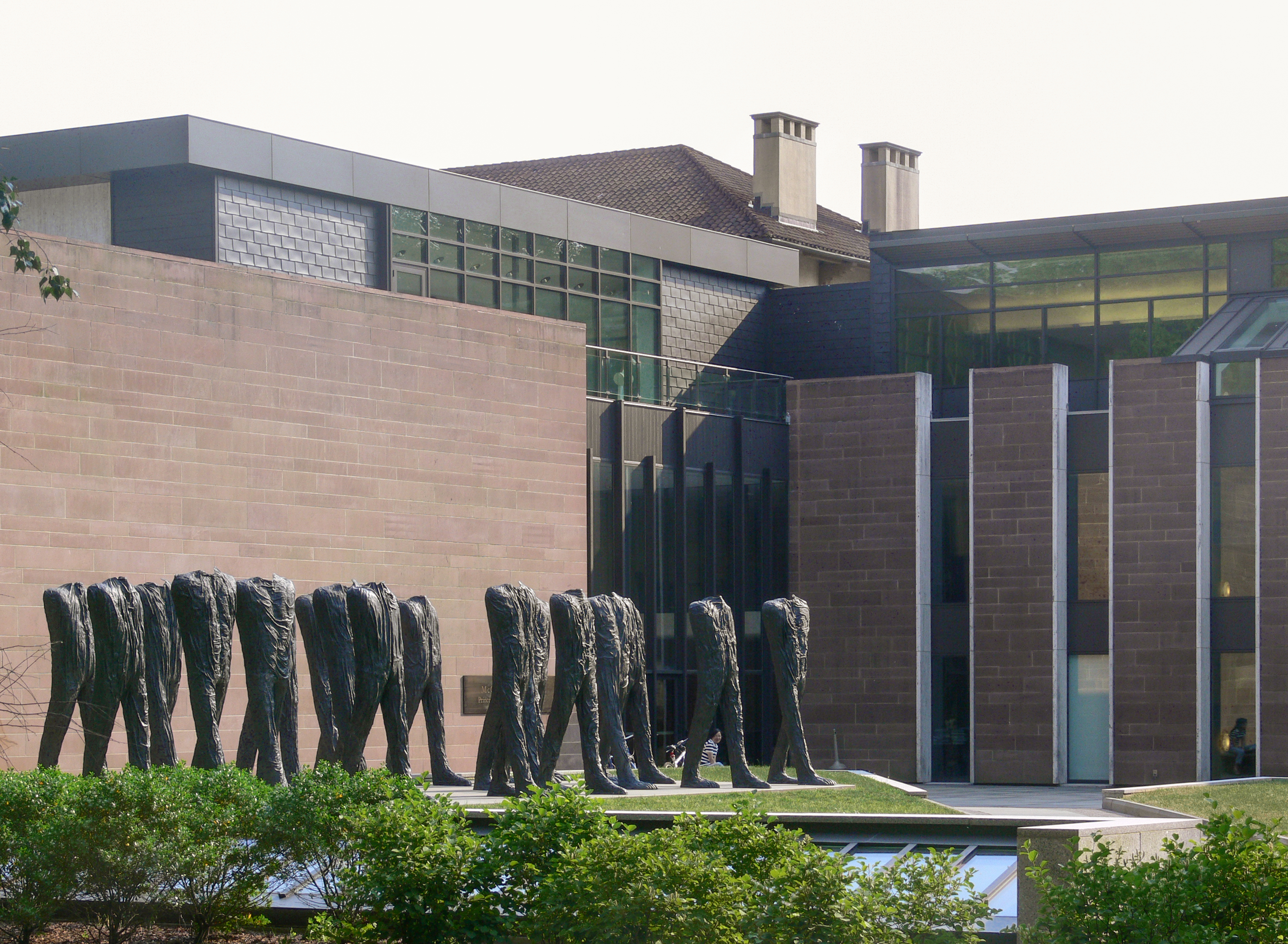
Exterior del museu

El Princeton University Art Museum és la galeria d'art de la Universitat de Princeton, situat a Princeton (Nova Jersey).
Fundat l'any 1882, el museu posseeix 60.000 obres d'art. El museu és conegut per la seva gran col·lecció d'art asiàtic, que inclou pintura xinesa i bronze treballat.
Tot i que la col·lecció d'art de la universitat es remunta a la seva fundació, el Museu d'Art de la Universitat de Princeton no es va fundar oficialment fins al 1882. La seva creació va sorgir del desig de donar accés directe a les obres d'art en un museu per a un pla d'estudis de les arts, un sistema educatiu conegut a moltes universitats europees de l'època. El museu va assumir els propòsits de proporcionar "exposició a obres d'art originals i ensenyar la història de l'art a través d'una col·lecció enciclopèdica d'art mundial".
Amb més de 112.000 objectes, les col·leccions van des de l'art antic fins a l'art contemporani i provenen d'Europa, Àsia, Àfrica i Amèrica. L'art del museu es divideix en deu àmplies àrees. Hi ha una col·lecció d'antiguitats gregues i romanes, que inclou ceràmica, marbres, bronzes i mosaics romans d'excavacions de la facultat a Antioquia, així com altres arts dels antics mons egipci, islàmic i l'Imperi Romà d'Orient. La col·lecció de pintures d'Europa occidental inclou exemples des de principis del Renaixement fins al segle XIX, amb peces de Monet, Cézanne i Van Gogh, i inclou una col·lecció creixent d'art contemporani i del segle xx, que inclou pintures com "Blue Marylin" d'Andy Warhol.
El museu compta també amb una col·lecció d'art xinès i japonès, amb fons de bronzes, figuretes de tombes, pintura i cal·ligrafia, així com col·leccions d'art coreà, del sud-est asiàtic i de l'Àsia central. La seva col·lecció d'art precolombí inclou exemples d'art maia i olmeca, i el seu art indígena va des de Xile fins a Alaska i Groenlàndia. El museu té col·leccions de gravats i dibuixos antics, i té una col·lecció completa de més de 20.000 fotografies. Hi ha representades unes 750 obres d'art africà.